# 二人はアイ・ラヴ・ユー
二人はアイ・ラヴ・ユー（原題：You）とは、1975年9月12日に発売されたジョージ・ハリスン（George Harrison）の楽曲である。日本では、1975年11月20日にリリースされた。

## 概要
アルバム『ジョージ・ハリスン帝国』からのシングル・カット。この曲は、元ザ・ロネッツのロニー・スペクターがアップル・レコードから再デビューする為に書かれた作品のひとつで、1971年にレコーディングされていたものだった。しかし、ロニーが「トライ・バイ・サム」を選んだ為お蔵入りした。ジョージ自身の作品として再使用している。しかし、元々、ロニーの為にレコーディングされていたので、ジョージにはキーが高かった。ヴォーカル入れは、テープ・スピードをダウンして行われている。また、レコーディング・メンバーも、アルバムとは異なり、『オール・シングス・マスト・パス』時のメンバーに近いメンバーでレコーディングされているものに、デイヴィッド・フォスターが、シンセサイザーによるストリングス、キーボードなどをダビングして、このアルバム用に完成させている。
アメリカの『ビルボード』誌では最高位20位、『キャッシュボックス』誌では最高位19位だった。また、全英では最高位38位を記録している。

## 収録曲
- 二人はアイ・ラヴ・ユー - You
- 悲しみの世界 - World Of Stone

## 参加ミュージシャン
- ジョージ・ハリスン - ボーカル、ギター
- レオン・ラッセル - ピアノ
- ゲイリー・ライト - エレクトリックピアノ
- カール・レイドル - ベース
- ジム・ゴードン - ドラムス
- ジム・ケルトナー - ドラムス
- ジム・ホーン - サックス
- デイヴィッド・フォスター - オルガン、シンセサイザー